# Alianza Patriótica Nacional (Angola)
La Alianza Patriótica Nacional (en portugués: Aliança Patriótica Nacional), abreviado como APN, es un partido político progresista angoleño establecido en 2017 y liderado por Quintino Moreira. Participó en las elecciones generales de 2017, en las cuales se ubicó en el último lugar con el 0,51% de los votos (34.976 sufragios en todo el país), siendo el único partido que no obtuvo representación parlamentaria. La APN se declara opositora al régimen continuo del Movimiento Popular de Liberación de Angola (MPLA) y afirma tener sus orígenes en la coalición «Nueva Democracia-Unión Electoral» que compitió en las elecciones de 2008.
El principal partido de oposición angoleño, la Unión Nacional para la Independencia Total de Angola (UNITA), denunció a la APN como un partido político «creado por el MPLA» para confundir a los electores y dividir el voto de la oposición (empleando una bandera muy similar a la suya y ocupando el segundo lugar en la papeleta electoral). La justicia desestimó impugnaciones de la UNITA a la bandera de la APN. De cara a las elecciones de 2022, anunció que concurriría en alianza con un más de un centenar de partidos que no lograron constituirse legalmente, una plataforma que denominó «Angola Unida» (lo que motivó nuevas acusaciones, ya que la UNITA competiría bajo la bandera del «Frente Patriótico Unido»). El partido niega estas acusaciones, calificándolas como «coincidencias».